# The Daily Talk

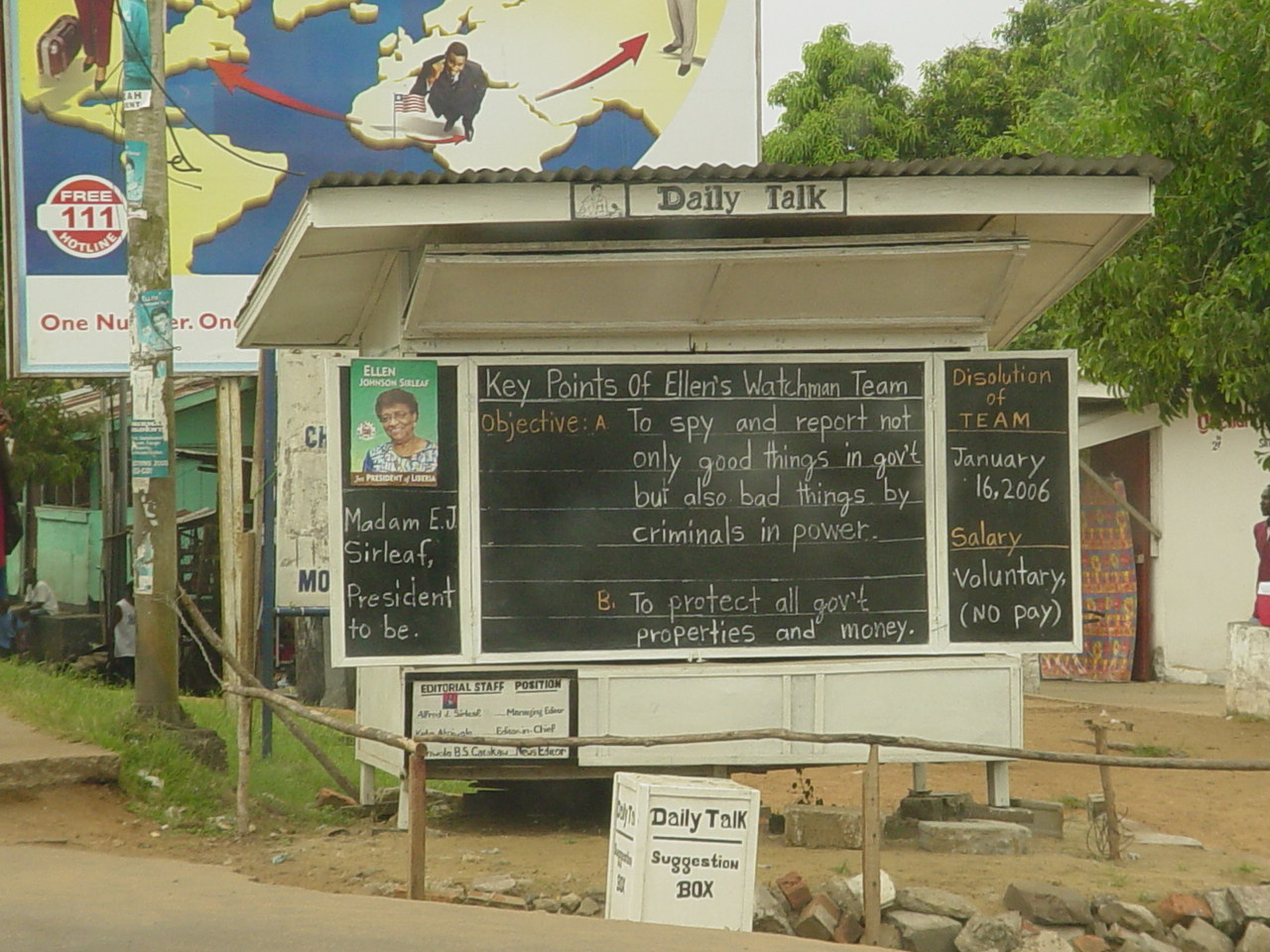
The Daily Talk mit einem Bericht über die Politik von Präsidentin Ellen Johnson-Sirleaf im Dezember 2005

The Daily Talk ist eine englischsprachige Zeitung, die täglich auf einer Tafel im Tubman Boulevard in Monrovia erscheint. Nach einem New York Times-Bericht handelt es sich um die meistgelesene Zeitung Monrovias. Vor allem, da vielen Einheimischen das Geld für den Zugang zu konventionellen Medien fehlt.
Der Gründer, Chefredakteur und einziger Angestellter ist Alfred J. Sirleaf. Sirleaf gründete die Zeitung im Jahr 2000 noch während des liberianischen Bürgerkriegs. Er glaubt, dass  eine gut informierte Bevölkerung die Grundlage für den Wiederaufbau Liberias ist. Die Zeitung wird über Spenden finanziert und ist kostenlos, auch Sirleaf wird für seine Dienstleistung nicht direkt bezahlt. Dies unterscheidet die Zeitung von anderen Veröffentlichungen in Liberia, die meist im Besitz von Politikern sind und wo Journalisten nicht von ihren Redaktionen, sondern von denjenigen, über die sie berichten, bezahlt werden. In The Daily Talk werden, neben Berichten freiwilliger, unbezahlter Korrespondenten auch Nachrichten aus gedruckten Zeitung übernommen, die von Sirleaf ediert und kommentiert werden. Die gedruckten Zeitungen Liberias sind in formalem Englisch verfasst, das von den meisten Liberianern nicht gut verstanden wird, The Daily Talk verwendet dagegen Dialekt und streetwords, die im Alltag verwendet werden. Da (nach Schätzungen) über die Hälfte der Bewohner Monrovias kaum Lesen können, unterstützt Sirleaf das Verständnis mit der Verwendung von Symbolen und Bildern. Zudem werden die Nachrichten häufig von Umstehenden verlesen, was auch Analphabeten den Zugang zu den Informationen eröffnet.
Während der Regentschaft von Charles Taylor wurden die Tafeln nach  kritischen Beiträgen zerstört und Sirleaf verhaftet. Die Zeitung konnte jedoch eine Woche vor der Präsidentschaftswahl 2005 wiederhergestellt werden.